# 张家振 (制片人)
张家振（英語：Terence Chang，1949年3月14日—），出生于香港，毕业于纽约大学，金牌制片人，身兼监制、执行监制、出品人和经纪人多职。

## 生平
1949年在香港出生，1968年赴美国俄勒冈大学修读建筑，1974年考进纽约大学修读电影。1977年回港，进入香港嘉禾电影公司，担任《神偷妙探手多多》(1979)和《死亡塔II》(1981) 的制片经理，期间认识吴宇森。1979年转职丽的电视担任副总监助理，负责制作行政，与麦当雄结识。1981年，加入麦当雄制作有限公司，策划了《靓妹仔》(1982)、《神探光头妹》(1982) 和《停不了的爱》(1984)，首次在法国戛纳影展中，成功将《神探光头妹》销往欧美市场。在1986至1988年间，他在德宝电影公司担任发行总监，开拓外销市场，并捧红了李国豪和杨紫琼两位巨星。
1988年，加入徐克的电影工作室有限公司担任总经理，将《喋血双雄》(1989)、《笑傲江湖》(1990)、《中日南北和》(1988年)、《天罗地网》(1988)、《英雄本色III夕阳之歌》(1989)、《倩女幽魂II人间道》(1990) 等多部电影推广至海外市场。90年代初，与吴宇森和谷薇丽合组新里程电影有限公司，参与监制《纵横四海》(1991)、《我爱扭纹柴》(1992)、《辣手神探》(1992)。同时，他也担任亚洲巨星周润发和著名作家兼编剧李碧华的经理人。后与谷薇丽再组东兴电影有限公司，摄制《花旗少林》(1994)。
1994年，与吴宇森成立美国制作公司 WCG Entertainment Production，摄制的《断箭》(Broken Arrow, 1996)和《夺面双雄》(Face/Off, 1997)口碑好和票房大卖，在好莱坞奠定了基础。1997年，与吴宇森再次合作，共同成立狮子山制作公司，摄制《风语者》(Windtalkers, 2002)、《刀枪不入一僧侣》(Bulletproof Monk, 2003)、《致命报酬》(Paycheck, 2003) 等电影。1998年，摄制周润发首部好莱坞处女作《替身杀手》(The Replacement Killers)，为其开启了好莱坞电影之路。期间，担任周润发和杨紫琼的经纪人，帮助二人往好莱坞发展。
2004年起，赴内地发展，担任多部电影的监制，其中包括《天堂口》(2007)、《赤壁》(2008, 2009)等电影。2008年，与杨紫琼和资深媒体人唐在扬一起创立星城娱乐 (Stellar Entertainment)，栽培影艺人。2011年12月19日，在北京成立演艺人经纪管理机构 ATN大国丰臣公司。2016年，与著名经纪人杨鑫成立上海乾澄影视，致力培育新一代亚洲巨星。

## 作品列表

### 电影制作
- 1982年：《靓妹仔》
- 1984年：《反斗妹》
- 1984年：《停不了的爱》
- 1991年：《纵横四海》
- 1992年：《我爱扭纹柴》
- 1992年：《辣手神探》
- 1993年：《终极标靶》Hard Target
- 1996年：《新纵横四海（英语：Once a Thief (1996 film)）》Once a Thief
- 1996年：《断箭》Broken Arrow
- 1997年：《夺面双雄》Face/Off
- 1998年：《替身杀手》The Replacement Killers
- 1998年：《至尊黑杰克》BlackJack
- 1998年：《無字頭4殺手（英语：The Big Hit）》The Big Hit
- 1999年：《再战边缘》The Corruptor
- 1999年：《安娜与国王》Anna and the King
- 2000年：《碟中谍2》Mission: Impossible II
- 2002年：《风语者》Windtalkers
- 2002年：《赤击行动》Red Skies
- 2003年：《刀枪不入一僧侣》Bulletproof Monk
- 2003年：《致命报酬》Paycheck
- 2004年：《罗宾逊一家：迷失太空》The Robinsons: Lost in Space
- 2005年：《被遗忘的孩子（英语：All the Invisible Children）》All the Invisible Children
- 2007年：《天堂口》
- 2007年：《苹果核战记：续集》Appleseed: Ex Machina
- 2008年：《赤壁》
- 2009年：《赤壁：决战天下》
- 2009年：《窈窕绅士》
- 2010年：《近在咫尺》
- 2010年：《英雄本色：无敌者》
- 2010年：《剑雨》
- 2010年：《爱出色》
- 2011年：《赛德克·巴莱》
- 2011年：《今天》
- 2014年：《激浪青春》
- 2014年：《绣春刀》
- 2014年：《太平轮》
- 2015年：《太平轮：彼岸》
- 2017年：《侠盗联盟》
- 2017年：《巴比龙》Papillon
- 2017年：《情遇曼哈顿》
- 2017年：《西小河的夏天》
- 2019年：《冰峰暴》

## 导演作品
- 1986年：《逃出珊瑚海》

## 编剧作品
- 1986年：《逃出珊瑚海》
- 1986年：《青春怒潮》

## 获奖记录
- 2010年：第4届亚洲电影大奖 — 最高票房亚洲电影大奖《赤壁：决战天下》